# Fastway
Fastway fue una banda británica de heavy metal formada por el guitarrista Eddie Clarke, miembro de Motörhead, y el bajista Pete Way, proveniente de la agrupación UFO.

## Carrera

### Inicios
En 1983, ambos músicos decidieron hacer a un lado sus bandas originales y formar un nuevo proyecto. Reclutaron al baterista Jerry Shirley, miembro de Humble Pie, y al desconocido vocalista irlandés Dave King. Sin embargo, Way tenía un contrato activo con Chrysalis Records que no podía cancelar, entonces recibió la propuesta de tocar en la banda de Ozzy Osbourne, por lo que abandonó el proyecto. Reemplazando a Pete Way por el músico de sesión Mick Feat, la banda entró al estudio para grabar su primer trabajo discográfico, que resultó un éxito comercial, lo que llevó a la agrupación a una gira promocional. 

### Reconocimiento
La agrupación se hizo entonces a los servicios del bajista Charlie McCracken, con el que lanzaron el álbum All Fired Up el año siguiente. Luego de la respectiva gira, Shirley y McCracken subsecuentemente abandonaron. En 1986, Clarke y King reformaron la banda con una nueva formación. Reclutando a Shane Carroll (segunda guitarra), Paul Reid (bajo), y Alan Connor (batería), la banda grabó Waiting for the Roar. El disco no tuvo un éxito comercial significativo, debido al aparente cambio de sonido. 

### Trick or Treat y actualidad
En 1987 se les ofreció hacer la banda sonora para la película de terror Trick or Treat. La película resultó un fracaso, pero se encargó de devolver a Fastway al plano musical. A pesar de ello, problemas internos ocasionaron que la banda se separara. King se reunió con la mayoría de la banda y creó la agrupación Q.E.D., más orientada al estilo AOR. 
A través de los años, Clarke estuvo tratando de llevar nuevamente su banda al éxito, pero no pudo alcanzar la popularidad de sus inicios.

## Discografía

### Álbumes
| Año  | Título                                | Discográfica           | Máxima Posición | Máxima Posición |
| Año  | Título                                | Discográfica           | EE. UU.         | RU              |
| ---- | ------------------------------------- | ---------------------- | --------------- | --------------- |
| 1983 | Fastway                               | CBS                    | 31              | 43              |
| 1984 | All Fired Up                          | Columbia Records       | 59              | —               |
| 1985 | Waiting for the Roar                  | Columbia Records       | —               | —               |
| 1986 | Trick or Treat                        | CBS                    | 156             | —               |
| 1988 | On Target                             | Enigma Records         | 135             | —               |
| 1990 | Bad Bad Girls                         | Enigma Records         | —               | —               |
| 1991 | Say What You Will - Live              | Receiver Records       | —               | —               |
| 1994 | On Target/Bad Bad Girls               | Castle Music           | —               | —               |
| 1997 | On Target Reworked                    | Receiver Records       | —               | —               |
| 2001 | The Collection                        | Connoisseur Collection | —               | —               |
| 2003 | Fastway/All Fired Up (Remasterizados) | BGO Records            | —               | —               |
| 2005 | Waiting For The Roar (Remasterizado)  |                        | —               | —               |
| 2011 | Eat Dog Eat                           | Steamhammer            | —               | —               |